# Rebecca Thomas
Rebecca Ann Thomas (Las Vegas, 10 dicembre 1984) è una regista statunitense nota per aver scritto e diretto il film Electrick Children e gli episodi televisivi di Stranger Things, ed Archive 81 - Universi alternativi.

## Biografia
Debutta con il cortometraggio Nobody Knows You, Nobody Gives a Damn, presentato in anteprima al Sundance Film Festival 2009. ed in seguito con il più celebre Electrick Children, con cui ha debuttato al Festival Internazionale del cinema di Berlino il 10 febbraio 2012, proiettato anche al South by Southwest Film Festival il 15 marzo 2012.
Ha diretto l'episodio sette, The Lost Sister, della seconda stagione della serie Netflix, Stranger Things, tutti i 10 episodi di Limetown, con Jessica Biel, e di When the Streetlights Go On.

## Vita privata
Appartiene alla Chiesa di Gesù Cristo dei Santi degli Ultimi Giorni di Las Vegas, svolgendo un lavoro, per la Chiesa, di 18 mesi in Giappone. È sposata con Mark Garbett (di The Moth & The Flame).

## Filmografia
La Thomas è stata regista prevalentemente di serie televisive:
- Nobody Knows You, Nobody Gives a Damn (2009), film
- Spit (2009)
- Ivan Sings (2009), film
- Not Dark Yet (2011), film
- Electrick Children (2012), film
- Lea(2013), film
- Teddy Boy (2015)
- Las Vegas, West (2016), serie TV
- Sweet/Vicious (2016), serie TV, 1º episodio
- Stranger Things (2017), serie TV, 1º episodio
- Limetown (2019), serie TV, 10 episodi, (2019)
- When the Streetlights Go On (2020), serie TV
- Archive 81 - Universi Alternativi (Archive 81), serie TV, 4 episodi (2022)
- Intelligent Life (in produzione), serie TV
- The Little Mermaid (in produzione), serie TV
- Doc (in produzione), serie TV, 1º episodio